# کارل استیون
کارل استیون (انگلیسی: Carl Steven؛ ‏ ۴ نوامبر ۱۹۷۴ – ۳۱ ژوئیهٔ ۲۰۱۱) بازیگر و صداپیشه اهل ایالات متحده آمریکا بود. وی بین سال‌های ۱۹۷۹ تا ۱۹۹۶ میلادی فعالیت می‌کرد. استیون پس از عمل جراحی لوزه به داروهای تجویزی اعتیاد پیدا کرد و برای تأمین هزینه اعتیادش دست به دزدی زد. او در سال ۱۹۹۸ با داون کراکوف ازدواج کرد؛ آنها تا زمان مرگ او در سال ۲۰۱۱ با هم زندگی مشترک خود را حفظ کردند. او صاحب پسری به نام نوآ شد.
از فیلم‌ها یا مجموعه‌های تلویزیونی که وی در آن‌ها نقش داشته است، می‌توان به پیشتازان فضا ۳: جستجو برای اسپاک و عزیزم، بچه‌ها را کوچک کردم اشاره نمود.